# Planktonemertes vanhoeffeni
Planktonemertes vanhoeffeni är en djurart som tillhör fylumet slemmaskar, och som beskrevs av Brinkmann 1915. Planktonemertes vanhoeffeni ingår i släktet Planktonemertes och familjen Planktonemertidae. Inga underarter finns listade i Catalogue of Life.